# Безкръстни гробове
„Безкръстни гробове“ е български игрален филм (драма) от 1931 година на режисьора Борис Грежов, по сценарий на Бончо Несторов. Оператор е Христо Константинов. Музиката във филма е композирана от Венедикт Бобчевски.

## Актьорски състав
- Владимир Трендафилов – Найден
- Зорка Йорданова – Лиляна
- Константин Кисимов – Рангел
- Иван Димов – Кочо
- Кръстьо Сарафов – Дойчин
- Христо Коджабашев – Дядо Камен
- Стефан Савов – Момчил
- Елена Снежина – Милена
- Богомил Андреев – Пройчо
- Никола Балабанов – Райчо